# Меган Джетт Мартін
Ме́ган Джетт Ма́ртін (англ. Meaghan Jette Martin; 17 лютого 1992, Лас-Вегас, Невада, США) — американська акторка, співачка, гітаристка, піаністка, танцівниця і фотомодель.

## Кар'єра
Свою кар'єру Меган розпочала в 1997 році, у віці п'яти років, працюючи моделлю.
У кіно вона зіграла більш ніж 30 ролей. Відома ролями Тесс Тайлер із фільмів «Рок-табір» (2008) і «Рок-табір 2: Фінальна битва» (2009), Б'янки Стретфорд із телесеріалу «10 речей, які я в тобі ненавиджу» (2009—2010) і Джо Мітчелл з фільму «Круті дівчата 2» (2011).
Крім кар'єри моделі і актриси, Мартін також і музикант. З 2009 року працює з лейблом «Jonas Brothers».

## Особисте життя
З 24 вересня 2016 року Меган одружена з театральним актором Олі Гіґґінсоном (англ. Oli Higginson).

## Основна фільмографія
- 2008 — Рок-табір / Camp Rock (телефільм) — Тесс Тайлер
- 2008 — Доктор Хаус / House M.D. (телесеріал) — Сара (епізод Joy to the World, 5.11)
- 2008 — Holly and Hal Moose: Our Uplifting Christmas Adventure (анімаційний телефільм) — Істон (голос)
- 2009 — Дорогий Лімон Ліма / Dear Lemon Lima — Меган Кеннеді
- 2009—2010 — 10 речей, які я в тобі ненавиджу / 10 Things I Hate About You (телесеріал) — Б'янка Стетфорд (1-й сезон)
- 2010 — Привілейований / Privileged (відеофільм) — Віра
- 2010 — Рок-табір 2: Фінальна битва / Camp Rock 2: The Final Jam (телефільм) — Тесс Тайлер
- 2011 — Круті дівчата 2 / Mean Girls 2 (телефільм) — Джо (Джоанна) Мітчелл
- 2011 — Сіронія / Sironia — Обрі
- 2011 — Венді / Wendy (анімаційний телесеріал) — Венді (голос, головна роль)
- 2013 — Географічний клуб / Geography Club — Тріш
- 2013 — Хрещена мати / The Good Mother (телефільм) — Мелані
- 2014 — Мелісса та Джої / Melissa & Joey (телесеріал) — Джордан (2 епізоди)
- 2014 — Шкільний проєкт / Senior Project — Наталія
- 2015 — Безпечне освітлення / Safelight — Шерон
- 2011—2015 — Незграба / Awkward (телесеріал) — Джулі (12 епізодів)
- 2020 — Подорож / Journey — Саманта

### Озвучення комп'ютерних ігор
- 2007 — Kingdom Hearts Re: Chain of Memories
- 2009 — Kingdom Hearts: 358/2 Days
- 2010 — Kingudamu hâtsu: Bâsu bai surîpu
- 2010 — Kingdom Hearts Re: coded
- 2014 — Kingdom Hearts HD 2.5 Remix
- 2015 — Until Dawn
- 2019 — Arknights
- 2019 — Kingdom Hearts III
- 2020 — Kosmokrats
- 2021 — Battlefield 2042
- 2022 — Toraianguru sutoratejî
- 2023 — Ten Dates

### Короткометражні фільми
- 2014 — Time Does Not Pass — Дівчина
- 2019 — Wives of the Landed Gentry — Лавінія
- 2020 — Unstable Bitches
- 2020 — Bad News
- 2020 — The Naked Times
- 2022 — Before Seven — Сейдж

### Музичні відео
- 2008 — Jordan Francis: Start the Party
- 2009 — Demi Lovato: Remember December
- 2009 — Meaghan Jette Martin: When You Wish Upon a Star
- 2010 — Cast of Camp Rock 2: It's On
- 2011 — Golden State Feat. Tyler Blackburn: Save Me
- 2012 — Midnight Mirage: Bad for You